# グアポレ川
グアポレ川（グアポレがわ、ポルトガル語: Rio Guaporé）は、ブラジル西部とボリビア北東部を流れる河川。全長1530kmのうち、970kmの区間が両国国境となっている。ボリビアではイテネス川（Río Iténez）という。
マデイラ川の支流で、最終的にはアマゾン川に合流する。モホス地方の東部を横切る。
約25種の固有種を含む、約260種の魚類が確認されている。主としてアマゾン盆地の魚種が棲息するが、植物相はパラナ川水系のパラグアイ川流域とも共通性がある。グアポレ川とパラグアイ川は流れる方向こそ違うが、ブラジルの同じ地方に源流を持っているのである。水族館でみられるブラックテトラやブラックファントムテトラも、両方の川に分布する。
中流部のグアポレ生物保護区はペルークロクモザル、オオカワウソなどの生息地で、2017年にラムサール条約登録地となった。

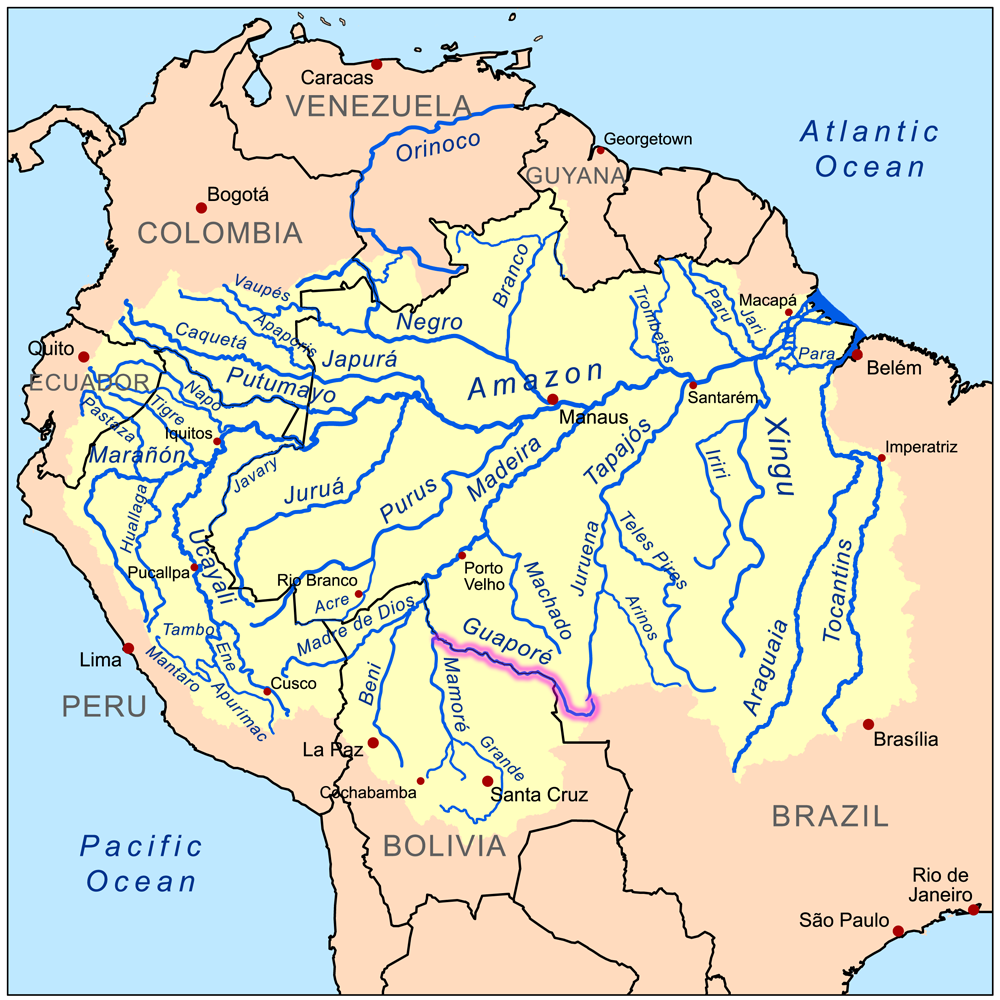
グアポレ川（桃）の流路